# Jean-François Nicolas Joseph Maucomble
Jean François Nicolas Joseph Maucomble, né le 2 juillet 1776 à Charleville en Champagne et mort le 20 mai 1850 à Passy, est un général français de la Révolution et de l’Empire.

## Biographie

### Carrière sous la Révolution et le Consulat
Il entre en service en 1794 comme sous-lieutenant à l’école du génie de Mézières. Devenu lieutenant le 23 mars 1795 puis capitaine le 19 juillet dans la même arme, il est employé successivement aux travaux de fortification de plusieurs places de guerre, aux armées d’Italie, des Alpes et du Rhin.
Le 1er juillet 1799, il devient aide de camp du général Richepanse, à l’armée d’Italie, et le 5 mars 1800, il occupe le même poste à l’armée du Rhin. Le 13 mars 1802, il fait partie de l’expédition française en Guadeloupe, toujours comme aide de camp de Richepanse, et le 18 décembre il est promu chef d’escadron dans la cavalerie. Le 14 septembre 1803, il prend la fonction d’aide de camp du général Gobert, puis le 15 décembre il occupe la même fonction auprès du général Walther.

### Au service de NapoléonIer
Maucomble est fait chevalier de la Légion d’honneur le 14 juin 1804. Il participe à la campagne d’Autriche, et il est blessé d’un coup de sabre au poignet le 5 novembre 1805, à la bataille d'Amstetten. Il est élevé au grade d’officier de la Légion d’honneur le 26 décembre 1805. En 1806 et 1807, il combat pendant les campagnes de Prusse et de Pologne et est blessé de nouveau d’un coup de sabre à la tête à la bataille d'Eylau le 8 février 1807. Le 10 septembre 1808, il est nommé lieutenant-colonel, et il est maintenu dans ses fonctions auprès du général Walther. Il est créé baron de l’Empire le 15 juillet 1810, et il est nommé le 7 octobre suivant au commandement du 29e régiment de chasseurs à cheval. 
Il est promu général de brigade le 28 juin 1813. Le 13 décembre suivant, il commande une brigade de la 3e division du général Abbé, où il est mis hors de combat à la bataille de Saint-Pierre-d'Irube. Il s’illustre le 14 avril 1814 pendant le siège de Bayonne, lorsqu’il tente une sortie ordonnée par le gouverneur de la place, le général Pierre Thouvenot, pour enlever les postes anglais les plus importants. Il surprend les premières lignes ennemies et parvient à détruire les postes de défense et les palissades, avant d’être obliger de se replier emmenant ses blessés et les prisonniers français que les Anglais détenaient.

### Fin de carrière et mort

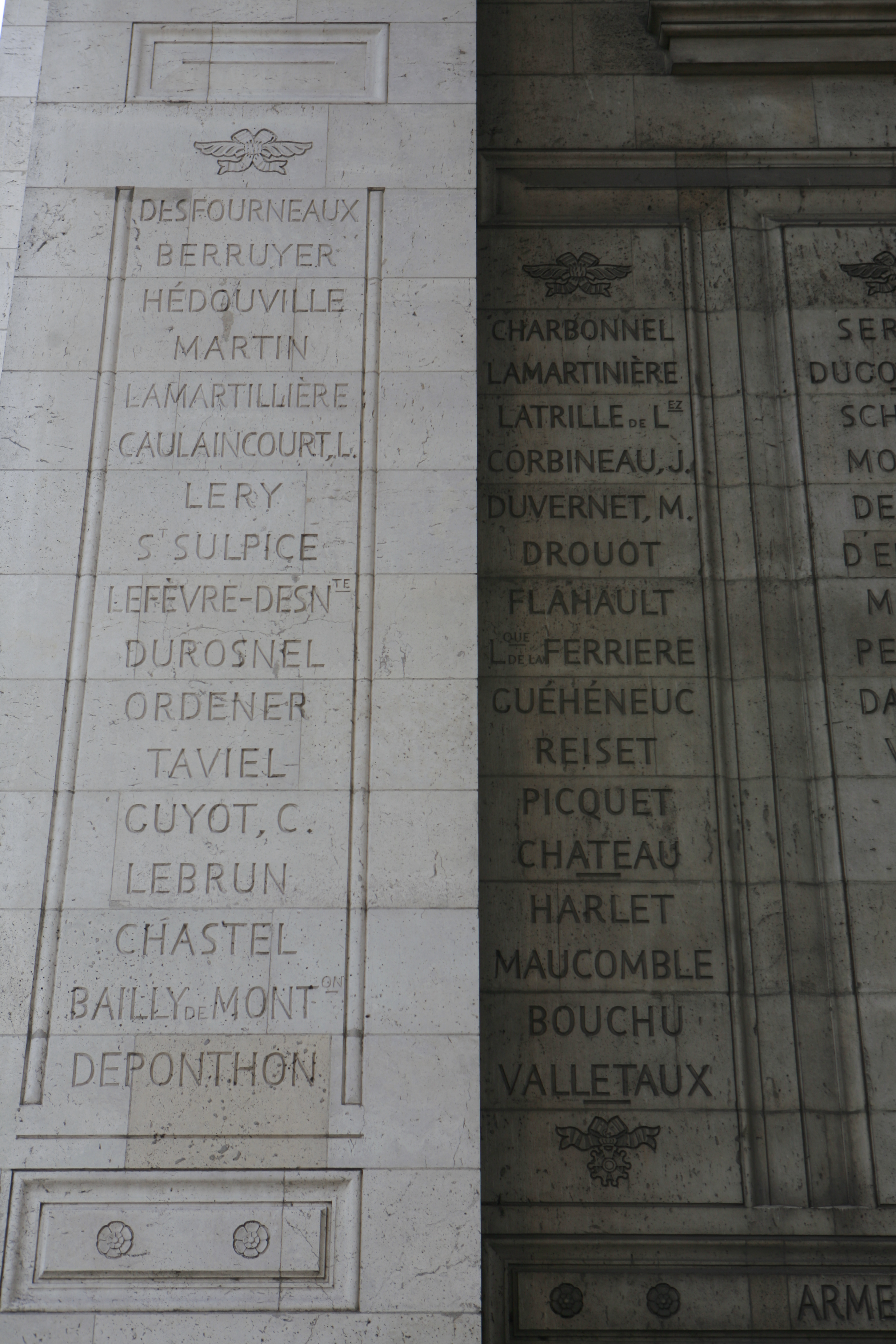
Noms gravés sous l'arc de triomphe de l'Étoile : pilier Ouest, 31e et.

Lors de la Première Restauration, le roi Louis XVIII le fait chevalier de Saint-Louis le 20 août 1814, et commandeur de la Légion d’honneur le 27 décembre suivant.
En 1820, il commande la 2e subdivision de la 14e division militaire à Cherbourg, et le 14 août 1822, il est créé vicomte. Le 22 août 1830, il prend le commandement de la 3e subdivision à Saint-Lô, avant d'être fait grand officier de la Légion d’honneur le 4 juin 1831. Il est admis à la retraite le 30 mars 1838.
Le général Maucomble meurt le 20 mai 1850 à Paris. Il est inhumé au cimetière du Père-Lachaise, dans la 50e division. Son nom est inscrit sur l’arc de triomphe de l'Étoile, 32e colonne.

## Dotations
- Le 19 mars 1808 : Dotation de 2 000 francs de rente annuelle sur la Westphalie
- Le 15 août 1809 : Dotation de 4 000 francs de rente annuelle sur le département de Rome

## Armoiries
| Figure | Nom du baron et blasonnement |
| ------ | --- |
|        | Armes du baron Jean-François Nicolas Joseph Maucomble et de l'Empire, décret du 15 août 1809, lettres patentes du 15 juillet 1810, grand officier de la Légion d'honneur Écartelé au premier d'argent, à la tête de cheval bridé de sable ; au deuxième des barons tirés de l'armée, au troisième d'azur, à la tour d'argent, crénelée de trois pièces ouverte ajourée et maçonnée de sable ; au quatrième d'or au palmier de sinople fouetté de gueules - Livrées : blanc, bleu, rouge, jaune, noir. |

## Sources
- (en) « Generals Who Served in the French Army during the Period 1789 - 1814: Eberle to Exelmans »
- Thierry Pouliquen, « Les généraux français et étrangers ayant servis [sic] dans la Grande Armée » (consulté le 2 juin 2014)
- « La noblesse d’Empire » (consulté le 2 juin 2014)
- « Cote LH/1796/4 », base Léonore, ministère français de la Culture
- Baptiste-Pierre Courcelles, Dictionnaire historique et biographique des généraux français : depuis le onzième siècle jusqu'en 1822, vol.6, l’Auteur, 1822, 502 p. (lire en ligne), p. 387.
- (pl) « Napoléon.org.pl »
- Arthur Chuquet, « Le Général Maucomble de Charleville (1776-1850) », dans la Revue historique ardennaise, vol. 5, publiée par Paul Laurent, Paris : Librairie Alphonse Picard et fils, 1898, p. 251-256